# Campagna Lupia

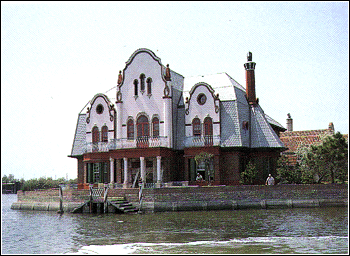
Der Casone di Valle Zappa im niederländischen Stil des Architekten Duilio Torres ist nur per Boot erreichbar

Campagna Lupia ist eine italienische Gemeinde mit 7195 Einwohnern (Stand 31. Dezember 2023) in der Metropolitanstadt Venedig, Region Venetien. Angrenzende Gemeinden sind Campolongo Maggiore, Camponogara, Chioggia, Codevigo (PD), Dolo, Mira, Piove di Sacco (PD) und Venedig.

## Sehenswürdigkeiten
- Casone di Valle Zappa von 1925–1927[2]

## Einzelnachweise

Gemeindegebiet von Campagna Lupia in der Metropolitanstadt Venedig

## Persönlichkeiten
- Sante Fossato (* 1956), Radrennfahrer